# Coefficient C
En France, le coefficient C d'un logement est une évaluation théorique de ses performances thermiques globales en matière de chauffage et d'eau chaude sanitaire.
Il est calculé en adoptant des données climatiques moyennes pour chaque zone, en utilisant des coefficients d'équivalence entre énergies et en tenant compte de l'incidence éventuelle du système de chauffage et d'eau chaude sur les autres usages et les redevances d'abonnement.
Il est exprimé en " unités d'énergie équivalente ".